# Osaka Metro谷町線
谷町線（たにまちせん）は、大阪府守口市の大日駅から大阪市内の東梅田駅や天王寺駅を経て大阪府八尾市の八尾南駅までを結ぶ大阪市高速電気軌道 (Osaka Metro) の路線。正式名称は大阪市高速電気軌道第2号線と称し、『鉄道要覧』では2号線（谷町線）と記載されている。駅番号を表す際に用いられる路線記号は「T」。
大阪市中心部では、沿線に官庁や寺院の多い谷町筋の地下を走る。地上区間は八尾南駅付近約200mのみ。ラインカラーは高僧の袈裟の色に由来する京紫（紫、ロイヤルパープル ）。
中央区東部にある官庁街を通ることや天王寺区および阿倍野区の文教地区を通ることもあり、一日平均輸送人員は約50万人と、Osaka Metroでは御堂筋線に次いで2番目に多い。
西日本の地下鉄でもOsaka Metro御堂筋線、名古屋市営地下鉄東山線に次ぐ3番目の利用者数である。

## 概要
前述のとおり2号線と称するが、開業順では第二次世界大戦中の1942年（昭和17年）に最初の区間が開通した3号線（四つ橋線）、1961年（昭和36年）に最初の区間が開通した4号線（中央線）より遅い4番目となっており、1967年（昭和42年）から1983年（昭和58年）にかけて開業している。
東梅田駅と梅田駅・西梅田駅の間を同一駅による乗り換えとみなせば（運賃制度上は同一駅扱い。ただし乗り換え扱いは30分以内とされ、それを超えると別途運賃が必要となる）、Osaka Metroのすべての地下鉄路線との乗り換えが可能である。
他の地下路線との交差部分は、天満橋駅の京阪本線、京阪中之島線、南森町駅と天神橋筋六丁目駅の堺筋線、谷町四丁目駅の中央線や天王寺駅の御堂筋線を除き、谷町線が上を通っている。
Osaka Metroの最長営業距離路線でもある。日本の地下鉄路線でも都営地下鉄大江戸線、横浜市営地下鉄ブルーライン、東京メトロ東西線に次いで4番目に路線が長い。大日駅から八尾南駅の手前までトンネルが連続しており、八尾南開業から長い間、日本の地下鉄トンネルとしては最長であった（八尾南開業当時は世界的に見ても長い部類に属した）。現在では、都営地下鉄大江戸線、埼玉高速鉄道線・東京メトロ南北線・東急目黒線（浦和美園駅と東川口駅の間 - 目黒駅と不動前駅の間）と名古屋市営地下鉄名城線・名港線（全線）の開通により、日本で第4位である。
関目高殿駅・四天王寺前夕陽ヶ丘駅・駒川中野駅・喜連瓜破駅などと他線区に比べ複合駅名が多い。昭和50年代の住居表示の大幅変更によって路線がことごとく大字の境界線と一致するようになったためで、それ以降に開業した大日駅 - 都島駅間と天王寺駅 - 八尾南駅間では顕著である。四天王寺前夕陽ヶ丘駅では観光名所を優先させるか地名を取るかで深刻な対立も起きた。なお前者の2つの駅に関しては1997年になって関目駅・四天王寺前駅からそれぞれ関目高殿駅・四天王寺前夕陽ヶ丘駅に改称されたが、改称される前でも自動放送では副駅名だった「高殿」「夕陽ヶ丘」も含めて案内されていた。
御堂筋線同様、大阪市外の駅を起点、終点としている。
谷町線は歴史的経緯（後述）により、距離を示すキロポストの打ち方が以下の2区間で分かれている（矢印の方向にキロ数が増える）。
- 大日駅→守口駅：大日検車場への引き込み線として開通した区間を大日起点でキロポストを打っている。
- 守口駅→八尾南駅：守口起点でキロポストを打っている。

## 路線データ
- 路線距離（実キロ）：28.1 km（営業キロ（運賃計算キロ）では 28.3 km）
- 軌間：1435 mm
- 駅数：26駅（起終点駅含む）
- 複線区間：全線
- 電化区間：全線電化（直流 750 V・第三軌条方式）
- 地上区間：八尾南駅付近（約200 m）
- 閉塞方式：自動閉塞式
- 保安装置：WS-ATC
- 最高速度：70 km/h[1]
- 編成両数：6両（1976年 - ）
- ホーム最大編成両数：8両
- 混雑率
  - 大日方面行き：108%（2023年度：谷町九丁目→谷町六丁目駅間）[3]
  - 八尾南方面行き：95%（2023年度：東梅田駅→南森町駅間）[3]

運賃計算には、東梅田駅 - 天王寺駅間のキロ数が御堂筋線梅田駅 - 天王寺駅間と同じになるよう調整された営業キロに対応する区数を用いる。谷町線で天神橋筋六丁目駅 - 南森町駅間を含む区間を乗り通す場合、普通運賃は営業キロの短い堺筋線扇町経由で計算するが、定期運賃は東梅田経由の営業キロで計算するため、普通運賃と定期運賃の区数が一致しないことがある。

## 運行形態
日中は大日駅 - 八尾南駅間の運行に統一されている。平日の朝夕ラッシュ時には都島駅 - 文の里駅・喜連瓜破駅間の運行の列車もある。文の里行き・喜連瓜破行きは大日発のほかに守口発、都島行きは長原発がある。これは車両基地の配線の関係で車両基地所在駅の次駅より営業するもので、御堂筋線でも車両基地所在駅の隣駅である新金岡始発の列車でみられる運行形態だが、御堂筋線には新金岡行きの列車があるのとは異なり、谷町線には守口行き・長原行きの列車はない（ただし車両の方向幕には守口、長原の行き先表示がある）。また都島発八尾南行き、喜連瓜破・文の里発大日行きも数本ながら設定されている。休日ダイヤは終日、大日駅 - 八尾南駅間の運行に統一されているが、朝に大日発喜連瓜破行き、夜に八尾南発都島行きがそれぞれ1本設定されている。
長らく日中は大日駅 - 八尾南駅間の全線通しと都島駅 - 文の里駅間の区間運転の2つの系統が運行され、両端部の大日駅 - 都島駅間と文の里駅 - 八尾南駅間では毎時6本、途中の都島駅 - 文の里駅間は毎時12本という本数であった。2017年3月25日のダイヤ改正により日中は区間運転が廃止され全区間で毎時8本とされたが、混雑が見られるようになったことから2020年3月14日のダイヤ改正により全区間で増発し毎時10本となった。改正前の都島駅 - 文の里駅間の日中毎時12本という運行本数は、当時の大阪市営地下鉄の中では御堂筋線に次いで2番目に多く、堺筋線と同じ本数であった。一方で、大日駅 - 都島駅間と文の里駅 - 八尾南駅間の日中毎時6本という運行本数は、今里筋線とともに大阪市営地下鉄の中で最も少ない本数であった。
都心を貫通し、また距離が長いことから以前から急行の運転も検討はされてはいるが、実現には至っていない。
| 時間帯   | 時間帯       | T11 大日  | ⇔         | T17 都島  | T17 都島      | ⇔             | T29 文の里    | T29 文の里    | ⇔             | T33 喜連瓜破  | T33 喜連瓜破 | ⇔         | T36 八尾南 |
| -------- | ------------ | --------- | --------- | --------- | ------------- | ------------- | ------------- | ------------- | ------------- | ------------- | ------------ | --------- | ---------- |
| 平 日    | 早朝         | 10分      | 10分      | 10分      | 10分          | 10分          | 10分          | 10分          | 10分          | 10分          | 10分         | 10分      | 10分       |
| 平 日    | 朝ラッシュ   | 5分 - 6分 | 5分 - 6分 | 5分 - 6分 | 2分30秒 - 3分 | 2分30秒 - 3分 | 2分30秒 - 3分 | 2分30秒 - 3分 | 2分30秒 - 3分 | 2分30秒 - 3分 | 5分 - 6分    | 5分 - 6分 | 5分 - 6分  |
| 平 日    | 日中         | 6分       | 6分       | 6分       | 6分           | 6分           | 6分           | 6分           | 6分           | 6分           | 6分          | 6分       | 6分        |
| 平 日    | 夕ラッシュ   | 6分 - 7分 | 6分 - 7分 | 6分 - 7分 | 3分 - 3分30秒 | 3分 - 3分30秒 | 3分 - 3分30秒 | 3分 - 7分     | 3分 - 7分     | 3分 - 7分     | 6分 - 7分    | 6分 - 7分 | 6分 - 7分  |
| 平 日    | 夜間         | 6分       | 6分       | 6分       | 6分           | 6分           | 6分           | 6分           | 6分           | 6分           | 6分          | 6分       | 6分        |
| 平 日    | 深夜         | 10分      | 10分      | 10分      | 10分          | 10分          | 10分          | 10分          | 10分          | 10分          | 10分         | 10分      | 10分       |
| 土 休 日 | 早朝         | 10分      | 10分      | 10分      | 10分          | 10分          | 10分          | 10分          | 10分          | 10分          | 10分         | 10分      | 10分       |
| 土 休 日 | 朝ラッシュ   | 5分 - 6分 | 5分 - 6分 | 5分 - 6分 | 5分 - 6分     | 5分 - 6分     | 5分 - 6分     | 5分 - 6分     | 5分 - 6分     | 5分 - 6分     | 5分 - 6分    | 5分 - 6分 | 5分 - 6分  |
| 土 休 日 | 日中から夜間 | 6分       | 6分       | 6分       | 6分           | 6分           | 6分           | 6分           | 6分           | 6分           | 6分          | 6分       | 6分        |
| 土 休 日 | 深夜         | 10分      | 10分      | 10分      | 10分          | 10分          | 10分          | 10分          | 10分          | 10分          | 10分         | 10分      | 10分       |

## 女性専用車両
2003年12月15日から女性専用車両が設定されている。設定位置は編成中ほどの3号車で、平日ダイヤで初電 - 朝9時まで女性専用車両となる。9時を過ぎると解除される。女性専用車両には小学校6年生以下の児童・幼児や、心身に障害のある男性も乗車できる。
| 女性専用車両                     |   |   |   |   |   |
| ← 八尾南大日 →                   |   |   |   |   |   |
| \| 1 \| 2 \| 3 \| 4 \| 5 \| 6 \| |   |   |   |   |   |
| 1                                | 2 | 3 | 4 | 5 | 6 |

## 車両

### 現用車両
- 30000系（2009年 - ）
- 22系（1990年 - ）

合計40編成240両が在籍する。2011年には22系のリフレッシュ改造車が登場した。以後も順次改造されている。
工場検査や管理班は御堂筋線・四つ橋線とは異なるグループであり、定期検査は中央線の森之宮検車場で行われていた。そのためどちらかといえば車両面などでは中央線との結び付きが強い。2006年には近鉄けいはんな線（東大阪線）の延伸開業を控えて、当線の20系9編成(2631 - 2639F)との交換で、元大阪港トランスポートシステムOTS系を含む、24系9編成が中央線から転属し22系に編入された（24605 - 24611・651・652F→22655 - 22663F）。2016年より定期検査は四つ橋線の緑木検車場で行われるようになり、谷町線の車両が中央線を経由して四つ橋線を走行することがある。また2018年には22系1編成(22606F)がリフレッシュ改造の際に23系23656Fとなって四つ橋線に転属した。

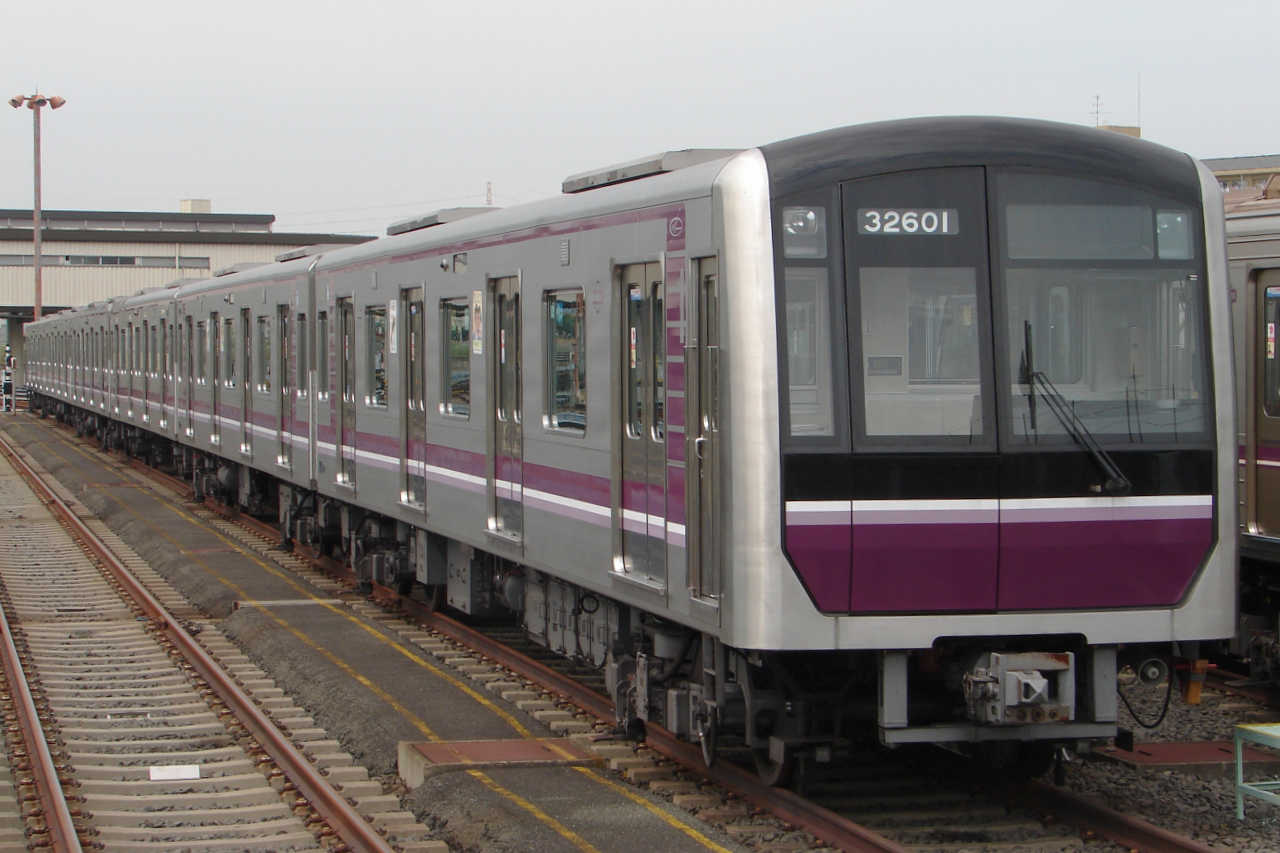
30000系
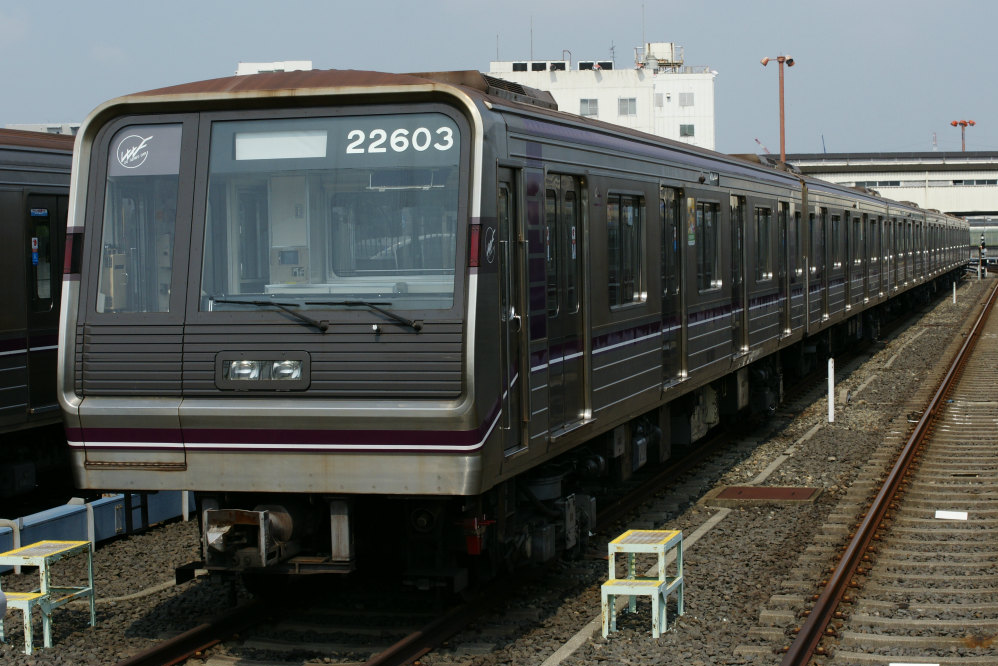
22系

### 過去の車両
期間は谷町線での運用期間。形式は運用当時のもの。
- 50系 （1969年 - 1991年）
  - 5700形 （1980年 - 1991年）
  - 5800形 （1978年 - 1991年）
  - 5900形 （1978年 - 1991年）
- 20系（初代） （1973年 - 1976年）当線での営業運転の実績はない
- 20系（2代）（1989年 - 2006年）
- 30系 （1967年・1976年 - 2013年）

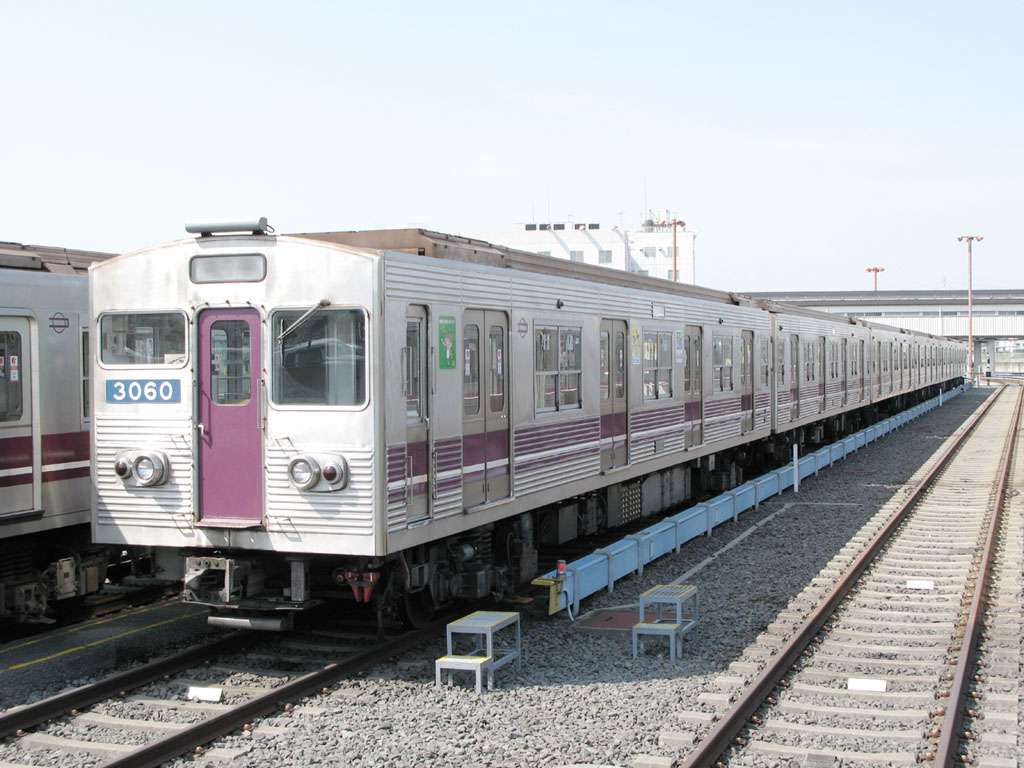
30系

## 利用状況
2015年度決算における経常収支は約58億円の黒字、営業収支は約67億円の黒字、営業係数が76.9である。経常利益では御堂筋線（約361億円）に次いで2番目に大きい黒字である。
また、2014年度の一日平均輸送人員は501,598人で、御堂筋線（1,135,322人）に次ぐ第2位の輸送人員を記録している。
| 年度               | 収支状況         | 収支状況         | 収支状況         | 収支状況         | 収支状況         | 収支状況         | 収支状況         | 一日平均 輸送人員：人 | 特記事項         |
| 年度               | 経常収支：百万円 | 経常収支：百万円 | 経常収支：百万円 | 営業収支：百万円 | 営業収支：百万円 | 営業収支：百万円 | 営業収支：百万円 | 一日平均 輸送人員：人 | 特記事項         |
| 年度               | 収益             | 費用             | 収支差引         | 収益             | 費用             | 収支差引         | 営業係数         | 一日平均 輸送人員：人 | 特記事項         |
| ------------------ | ---------------- | ---------------- | ---------------- | ---------------- | ---------------- | ---------------- | ---------------- | --------------------- | ---------------- |
| 2002年（平成14年） |                  |                  |                  |                  |                  |                  |                  | 495,000               |                  |
| 2005年（平成17年） |                  |                  |                  |                  |                  |                  |                  | 483,136               |                  |
| 2006年（平成18年） | 31,888           | 28,223           | 3,665            |                  |                  |                  |                  |                       | 今里筋線開業年度 |
| 2007年（平成19年） | 31,385           | 26,724           | 4,661            | 27,908           | 22,680           | 5,228            | 81.3             | 476,984               |                  |
| 2008年（平成20年） | 32,195           | 25,244           | 6,951            | 27,978           | 22,080           | 5,898            | 78.9             | 478,154               |                  |
| 2009年（平成21年） | 31,612           | 24,264           | 7,348            | 28,179           | 21,349           | 6,830            | 75.8             | 482,345               |                  |
| 2010年（平成22年） | 31,116           | 24,984           | 6,132            | 28,030           | 21,715           | 6,315            | 77.5             | 479,851               |                  |
| 2011年（平成23年） | 29,863           | 26,258           | 3,605            | 27,927           | 23,256           | 4,671            | 83.3             | 478,372               |                  |
| 2012年（平成24年） | 28,450           | 24,182           | 4,268            | 28,088           | 21,940           | 6,148            | 78.1             | 483,454               |                  |
| 2013年（平成25年） | 29,306           | 24,571           | 4,735            | 28,983           | 22,399           | 6,584            | 77.3             | 494,041               |                  |
| 2014年（平成26年） | 29,465           | 25,061           | 4,404            | 28,634           | 23,137           | 5,497            | 80.8             | 501,598               |                  |
| 2015年（平成27年） | 29,858           | 24,053           | 5,805            | 28,916           | 22,244           | 6,672            | 76.9             | 508,000               |                  |
| 2016年（平成28年） | 30,478           | 24,153           | 6,325            | 29,549           | 22,394           | 7,155            | 75.8             | 517,000               |                  |
| 2017年（平成29年） | 30,994           | 23,508           | 7,486            | 29,803           | 21,792           | 8,011            | 73.1             | 527,000               |                  |
| 2018年（平成30年） |                  |                  |                  |                  |                  |                  |                  | 528,000               |                  |
| 2019年（令和元年） |                  |                  |                  |                  |                  |                  |                  | 510,000               |                  |
| 2020年（令和02年） |                  |                  |                  |                  |                  |                  |                  | 393,000               |                  |
| 2021年（令和03年） |                  |                  |                  |                  |                  |                  |                  | 415,000               |                  |
| 2022年（令和04年） |                  |                  |                  |                  |                  |                  |                  | 463,000               |                  |

2023年度の朝ラッシュ時最混雑区間は谷町九丁目 → 谷町六丁目間であり、ピーク時（7時50分 - 8時50分）の混雑率は108%である。
1990年代は混雑率が180％に迫っていたが、運転本数の増加と輸送量の減少により、2000年度以降は混雑率が130％を下回っている。運行本数は御堂筋線に次いで多く、都島 - 喜連瓜破間では両方向とも毎時20本を超える高頻度運転を行っている。
| 年度               | 最混雑区間輸送実績 | 最混雑区間輸送実績 | 最混雑区間輸送実績 | 最混雑区間輸送実績 | 最混雑区間輸送実績        | 最混雑区間輸送実績        | 最混雑区間輸送実績        | 最混雑区間輸送実績        | 特記事項                                                |
| 年度               | 東梅田 → 南森町間  | 東梅田 → 南森町間  | 東梅田 → 南森町間  | 東梅田 → 南森町間  | 谷町九丁目 → 谷町六丁目間 | 谷町九丁目 → 谷町六丁目間 | 谷町九丁目 → 谷町六丁目間 | 谷町九丁目 → 谷町六丁目間 | 特記事項                                                |
| 年度               | 運転本数：本       | 輸送力：人         | 輸送量：人         | 混雑率：%          | 運転本数：本              | 輸送力：人                | 輸送量：人                | 混雑率：%                 | 特記事項                                                |
| ------------------ | ------------------ | ------------------ | ------------------ | ------------------ | ------------------------- | ------------------------- | ------------------------- | ------------------------- | ------------------------------------------------------- |
| 1985年（昭和60年） |                    |                    |                    |                    |                           |                           |                           | 172                       |                                                         |
| 1990年（平成02年） | 20                 | 15,240             | 23,934             | 157                | 20                        | 15,240                    | 26,680                    | 175                       |                                                         |
| 1991年（平成03年） | 20                 | 15,240             | 24,235             | 159                | 20                        | 15,240                    | 27,016                    | 177                       |                                                         |
| 1992年（平成04年） | 20                 | 15,240             | 24,550             | 161                | 20                        | 15,240                    | 27,060                    | 178                       | 1993年3月4日、堺筋線全線開業                            |
| 1993年（平成05年） | 20                 | 15,240             | 24,310             | 160                | 20                        | 15,240                    | 26,790                    | 176                       |                                                         |
| 1995年（平成07年） | 20                 | 15,240             |                    |                    | 20                        | 15,240                    |                           | 156                       |                                                         |
| 1999年（平成11年） | 24                 | 18,288             | 18,970             | 104                | 24                        | 18,288                    | 24,308                    | 133                       |                                                         |
| 2000年（平成12年） | 24                 | 18,288             | 20,007             | 109                | 24                        | 18,288                    | 23,646                    | 129                       |                                                         |
| 2001年（平成13年） | 24                 | 18,288             |                    |                    | 24                        | 18,288                    |                           | 129                       |                                                         |
| 2002年（平成14年） | 24                 | 18,288             |                    |                    | 24                        | 18,288                    |                           | 127                       |                                                         |
| 2003年（平成15年） | 24                 | 18,288             | 19,863             | 109                | 24                        | 18,288                    | 23,185                    | 127                       |                                                         |
| 2004年（平成16年） |                    |                    |                    |                    |                           |                           |                           | 125                       |                                                         |
| 2005年（平成17年） |                    |                    |                    |                    |                           |                           |                           | 123                       |                                                         |
| 2006年（平成18年） |                    |                    |                    |                    |                           |                           |                           | 123                       |                                                         |
| 2007年（平成19年） | 23                 | 18,906             | 19,765             | 105                | 24                        | 19,728                    | 23,636                    | 120                       |                                                         |
| 2008年（平成20年） | 23                 | 18,906             | 19,803             | 105                | 24                        | 19,728                    | 23,207                    | 118                       |                                                         |
| 2009年（平成21年） | 23                 | 18,906             | 19,100             | 101                | 24                        | 19,728                    | 22,428                    | 114                       |                                                         |
| 2010年（平成22年） | 23                 | 18,906             | 18,553             | 98                 | 24                        | 19,728                    | 21,854                    | 111                       |                                                         |
| 2011年（平成23年） | 23                 | 18,906             | 18,511             | 98                 | 24                        | 19,728                    | 21,441                    | 109                       |                                                         |
| 2012年（平成24年） | 23                 | 18,906             | 18,119             | 96                 | 24                        | 19,728                    | 21,224                    | 108                       | 北行きの最混雑区間を天王寺 → 四天王寺前夕陽ケ丘間に変更 |
| 2013年（平成25年） | 23                 | 18,906             | 18,417             | 97                 | 24                        | 19,728                    | 21,168                    | 107                       | 北行きの最混雑区間を谷町九丁目 → 谷町六丁目間に変更     |
| 2014年（平成26年） | 23                 | 18,906             | 18,750             | 99                 | 24                        | 19,728                    | 21,389                    | 108                       |                                                         |
| 2015年（平成27年） | 23                 | 18,906             | 18,702             | 99                 | 24                        | 19,728                    | 21,632                    | 110                       |                                                         |
| 2016年（平成28年） | 23                 | 18,906             | 19,031             | 101                | 24                        | 19,728                    | 21,965                    | 111                       |                                                         |
| 2017年（平成29年） | 22                 | 18,084             | 19,531             | 108                | 22                        | 18,084                    | 22,284                    | 123                       |                                                         |
| 2018年（平成30年） | 22                 | 18,084             | 18,885             | 104                | 22                        | 18,084                    | 22,221                    | 123                       |                                                         |
| 2019年（令和元年） | 22                 | 18,084             | 18,915             | 105                | 22                        | 18,084                    | 22,409                    | 124                       |                                                         |
| 2020年（令和02年） | 22                 | 18,084             | 15,692             | 87                 | 22                        | 18,084                    | 18,581                    | 103                       |                                                         |
| 2021年（令和03年） | 22                 | 18,084             | 15,942             | 88                 | 23                        | 18,906                    | 18,864                    | 100                       |                                                         |
| 2022年（令和04年） | 22                 | 18,084             | 16,069             | 89                 | 23                        | 18,906                    | 19,235                    | 102                       |                                                         |
| 2023年（令和05年） | 22                 | 18,084             | 17,240             | 95                 | 23                        | 18,906                    | 20,404                    | 108                       |                                                         |

## 建設時の逸話
谷町線（第2号線）は軌道敷設特許を取得した1927年時点の当初計画では、松屋町筋を通過する予定であったが、1948年の「地下鉄改訂計画路線」で谷町筋経由となった。また、梅田付近において現在の東梅田駅を通らずに御堂筋線梅田駅構内に乗り入れ、御堂筋線と四つ橋線が同一ホームで乗り換えられる大国町駅と同様の構造にする予定であった。梅田駅には谷町線用のトンネルが掘られたものの、そこにつなぐためのトンネルで落盤事故が起きるなど工事が難航したため、東梅田駅を通過する現行ルートに計画が変更された。梅田駅の谷町線（松屋町線）トンネルは長らく放置されていたが、1989年に梅田駅の混雑解消のため御堂筋線南行きホームに転用された。
湧水地帯でもあった上町台地西端を通る当路線のトンネル工事によって大阪の地下水脈は大きく変化し、天王寺七名水をはじめ多くの大阪の名水が枯れるという影響を及ぼした。
1970年に天神橋筋六丁目の谷町線地下鉄工事で大規模なガス爆発事故（天六ガス爆発事故）が発生、多数の死傷者を出し工事が大幅に遅れた。

## 歴史
- 1967年（昭和42年）
  - 3月24日：2号線 東梅田駅 - 谷町四丁目駅間 (3.5 km) が開業。ATC・列車集中制御装置 (CTC) 採用。2両編成運転。
  - 9月：自動列車運転装置 (ATO) の基礎試験を開始（10月[13]または11月[14]となっている資料もある）。7000・8000形（7007 + 8007号→30系に改称。）にATOを搭載して、1968年（昭和43年）3月まで谷町四丁目 - 東梅田間の北行線で夜間終電後に試験を実施した[13]。
- 1968年（昭和43年）12月17日：谷町四丁目駅 - 天王寺駅間 (3.8 km) が開業。4両編成運転開始。天王寺検車場が開設。
- 1969年（昭和44年）12月6日：愛称が谷町線に決まる。
- 1970年（昭和45年）4月8日：大阪市大淀区（現・北区）の谷町線延伸工事現場でガス爆発事故が発生。
- 1974年（昭和49年）5月29日：都島駅 - 東梅田駅間 (3.1 km) が開業。初代20系（後の10系試作車）が投入（1976年に御堂筋線へ転出）。
- 1976年（昭和51年）
  - 10月25日：6両編成化開始[15]。
  - 10月31日：6両編成化完了[15]。
- 1977年（昭和52年）4月6日：守口駅 - 都島駅間 (5.4 km) 開業。守口駅 - 天王寺駅、都島駅 - 天王寺駅の2系統運転となる。大日検車場が開設され、谷町線の車両が森之宮から大日に移管。
- 1980年（昭和55年）11月27日：天王寺駅 - 八尾南駅間 (10.5 km) 開業[16][17]。守口駅 - 天王寺駅系統を八尾南駅まで、都島駅 - 天王寺駅系統を文の里駅まで延長[17]。天王寺検車場を廃止し、八尾検車場が開設[17]。
- 1982年（昭和57年）11月30日：御堂筋線10系量産車の大量投入により御堂筋線30系の一部が谷町線へ転入開始（当初は大日延長に合わせて）。
- 1983年（昭和58年）2月8日：車庫への入出庫線を営業線化し、大日駅 - 守口駅間 (1.8 km) が開業し全通。同時に都島駅 - 文の里駅間6分、守口駅 - 都島駅間および文の里駅 - 八尾南駅間12分間隔をそれぞれ5分・10分間隔運転に変更。
- 1989年（平成元年）5月17日：20系電車（2代目）を投入。
- 1990年（平成2年）4月：22系電車運用開始。50系電車が撤退。
- 1994年（平成6年）12月31日：大晦日の終夜運転実施開始。
- 1997年（平成9年）8月29日：関目駅を関目高殿駅に、四天王寺前駅を四天王寺前夕陽ヶ丘駅に改称。
- 2003年（平成15年）12月15日：平日ダイヤの始発から9時まで女性専用車両導入[8]。
- 2004年（平成16年）8月28日：運転指令機能を輸送指令所に移転（大阪市営地下鉄ではこれが1路線目）。構内放送を更新。全駅に発車メロディ採用。
- 2009年（平成21年）3月18日：30000系電車が運転開始。
- 2013年（平成25年）
  - 10月4日：30系電車の旅客運転終了。
  - 10月6日：さよなら運転により、30系電車が撤退。
- 2017年（平成29年）3月25日：日中の運行系統を大日駅 - 八尾南駅間とし7分30秒間隔運転とする[4]。
- 2018年（平成30年）4月1日：大阪市営地下鉄の民営化により、大阪市高速電気軌道（Osaka Metro）の路線となる。
- 2020年（令和2年）
  - 2月1日：東梅田駅で谷町線で初となる可動式ホーム柵の運用を開始[18]。
  - 3月14日：日中の運行間隔を6分に短縮[5]。

※上記のキロ数は実キロ

## 南海平野線からの継承区間
地下鉄の多くの区間は、交通量の多い主要道路の地下を走っているのに対し、谷町線の一部区間には、交通量もさほどなく道幅も狭い住宅地の中を走っている区間がある。これには、谷町線の阿倍野駅 - 平野駅間が南海平野線の阿倍野駅 - 平野駅間（全区間専用軌道）が担っていた旅客輸送機能を継承したという経緯があり、鉄道事業者は異なるものの、路面電車であった南海平野線を高速鉄道化したものである。
谷町線の阿倍野駅 - 平野駅間の各駅は、南海平野線の各駅に基づき設置された駅であり、その駅名も南海平野線の駅名を継承している。
| 谷町線     | 平野線       |
| ---------- | ------------ |
| 阿倍野駅   | 阿倍野停留場 |
| 文の里駅   | 文ノ里停留場 |
| 田辺駅     | 田辺停留場   |
| 駒川中野駅 | 駒川町停留場 |
| 駒川中野駅 | 中野停留場   |
| 平野駅     | 西平野停留場 |
| 平野駅     | 平野停留場   |

## 延伸計画
かつては大日駅から北へ府道13号京都守口線の地下を通り、淀川を渡り摂津市鳥飼中から府道16号線沿いにJR京都線高槻駅、阪急京都線高槻市駅付近まで、また八尾南駅から南へ藤井寺市・富田林市方面まで延伸する計画があった。しかし、1989年に運輸政策審議会答申第10号で示されて以来、全く建設の目途はたっていない。
この計画を実現するためには、市外区間が長くなることから大阪府や現地の各自治体の協力が必要となり、また御堂筋線江坂駅以北の北大阪急行電鉄の事例のような、新たに第三セクターの鉄道会社を設立するなどの可能性がある。ただし、どちらも工事に莫大な費用が発生等の理由により、現在もこの延伸計画は一切白紙のままである。

## 駅一覧
- 全駅大阪府内に所在。

| 駅番号 | 駅名                 | 駅間 営業 キロ | 累計 営業 キロ | 累計 実キロ | 接続路線 | 所在地 | 所在地   |
| ------ | -------------------- | -------------- | -------------- | ----------- | --- | ------ | -------- |
| T11    | 大日駅               | -              | 0.0            | 0.0         | 大阪モノレール：大阪モノレール線（本線） (23) | 守口市 | 守口市   |
| T12    | 守口駅               | 1.8            | 1.8            | 1.8         | | 守口市 | 守口市   |
| T13    | 太子橋今市駅         | 1.2            | 3.0            | 3.0         | 大阪市高速電気軌道： 今里筋線 (I14) | 大阪市 | 旭区     |
| T14    | 千林大宮駅           | 1.0            | 4.0            | 4.0         | | 大阪市 | 旭区     |
| T15    | 関目高殿駅           | 1.1            | 5.1            | 5.1         | | 大阪市 | 旭区     |
| T16    | 野江内代駅           | 0.8            | 5.9            | 5.9         | 西日本旅客鉄道： おおさか東線 …JR野江駅 (JR-F06) | 大阪市 | 都島区   |
| T17    | 都島駅               | 1.3            | 7.2            | 7.2         | | 大阪市 | 都島区   |
| T18    | 天神橋筋六丁目駅     | 1.3            | 8.5            | 8.5         | 大阪市高速電気軌道： 堺筋線 (K11) 阪急電鉄： 千里線 (K11) | 大阪市 | 北区     |
| T19    | 中崎町駅             | 0.8            | 9.3            | 9.3         | | 大阪市 | 北区     |
| T20    | 東梅田駅             | 1.0            | 10.3           | 10.3        | 大阪市高速電気軌道： 御堂筋線 …梅田駅 (M16)、 四つ橋線 …西梅田駅 (Y11) 西日本旅客鉄道： 東海道本線（JR京都線・JR神戸線 (JR-A47)）・ JR宝塚線 (JR-G47)・ おおさか東線 (JR-F01)・ 大阪環状線 (JR-O11) …大阪駅、 JR東西線 …北新地駅 (JR-H44) 阪神電気鉄道： 本線 …大阪梅田駅 (HS 01) 阪急電鉄： 神戸本線・ 宝塚本線・ 京都本線 …大阪梅田駅 (HK-01) | 大阪市 | 北区     |
| T21    | 南森町駅             | 1.2            | 11.5           | 11.5        | 大阪市高速電気軌道： 堺筋線 (K13) 西日本旅客鉄道： JR東西線 …大阪天満宮駅 (JR-H43) | 大阪市 | 北区     |
| T22    | 天満橋駅             | 1.8            | 13.3           | 13.1        | 京阪電気鉄道： 京阪本線・ 中之島線 (KH03) | 大阪市 | 中央区   |
| T23    | 谷町四丁目駅         | 0.9            | 14.2           | 13.8        | 大阪市高速電気軌道： 中央線 (C18) | 大阪市 | 中央区   |
| T24    | 谷町六丁目駅         | 1.0            | 15.2           | 14.6        | 大阪市高速電気軌道： 長堀鶴見緑地線 (N18) | 大阪市 | 中央区   |
| T25    | 谷町九丁目駅         | 0.9            | 16.1           | 15.5        | 大阪市高速電気軌道： 千日前線 (S18) 近畿日本鉄道：D 大阪線 (D03)・A 難波線・A 奈良線 (A03)…大阪上本町駅 | 大阪市 | 天王寺区 |
| T26    | 四天王寺前夕陽ヶ丘駅 | 0.8            | 16.9           | 16.5        | | 大阪市 | 天王寺区 |
| T27    | 天王寺駅             | 0.9            | 17.8           | 17.6        | 大阪市高速電気軌道： 御堂筋線 (M23) 西日本旅客鉄道： 大阪環状線 (JR-O01)・ 関西本線（大和路線 (JR-Q20)）・ 阪和線 (JR-R20) 近畿日本鉄道：F 南大阪線 …大阪阿部野橋駅 (F01) 阪堺電気軌道：■ 上町線 …天王寺駅前駅 (HN01) | 大阪市 | 天王寺区 |
| T28    | 阿倍野駅             | 0.6            | 18.4           | 18.2        | 阪堺電気軌道：■ 上町線 (HN02) | 大阪市 | 阿倍野区 |
| T29    | 文の里駅             | 1.1            | 19.5           | 19.3        | | 大阪市 | 阿倍野区 |
| T30    | 田辺駅               | 1.0            | 20.5           | 20.3        | | 大阪市 | 東住吉区 |
| T31    | 駒川中野駅           | 1.0            | 21.5           | 21.3        | | 大阪市 | 東住吉区 |
| T32    | 平野駅               | 1.7            | 23.2           | 23.0        | | 大阪市 | 平野区   |
| T33    | 喜連瓜破駅           | 1.4            | 24.6           | 24.4        | | 大阪市 | 平野区   |
| T34    | 出戸駅               | 1.3            | 25.9           | 25.7        | | 大阪市 | 平野区   |
| T35    | 長原駅               | 1.2            | 27.1           | 26.9        | | 大阪市 | 平野区   |
| T36    | 八尾南駅             | 1.2            | 28.3           | 28.1        | | 八尾市 | 八尾市   |

1. ↑  太子橋今市駅の所在地は大阪市旭区とされているが、駅施設の大部分（今里筋線部分については全体）が隣接する守口市内に設けられている。
2. ↑  運転系統としての「京都本線」。同線の正式な起点は「十三駅」。

## 輸送実績
| 調査年月日     | 乗車人員（人） | 乗車人員（人） | 乗車人員（人） | 降車人員（人） | 降車人員（人） | 降車人員（人） |
| 調査年月日     | 定期利用       | 定期外利用     | 合計           | 定期利用       | 定期外利用     | 合計           |
| -------------- | -------------- | -------------- | -------------- | -------------- | -------------- | -------------- |
| 1998年11月10日 | 195,430        | 214,787        | 410,217        | 196,787        | 217,397        | 414,184        |
| 2007年11月13日 | 182,089        | 252,489        | 434,578        | 182,992        | 247,701        | 430,693        |

## 駅別乗降人員
| 1998年11月10日調査結果 | 1998年11月10日調査結果 | 1998年11月10日調査結果 | 1998年11月10日調査結果 | 1998年11月10日調査結果 | 1998年11月10日調査結果 | 1998年11月10日調査結果 | 1998年11月10日調査結果 |
| 駅名                   | 乗車人員（人）         | 乗車人員（人）         | 乗車人員（人）         | 降車人員（人）         | 降車人員（人）         | 降車人員（人）         | 備考                   |
| 駅名                   | 定期利用               | 定期外利用             | 合計                   | 定期利用               | 定期外利用             | 合計                   | 備考                   |
| ---------------------- | ---------------------- | ---------------------- | ---------------------- | ---------------------- | ---------------------- | ---------------------- | ---------------------- |
| 大日                   | 5,780                  | 5,308                  | 11,088                 | 5,727                  | 4,908                  | 10,635                 |                        |
| 守口                   | 3,836                  | 4,127                  | 7,963                  | 3,918                  | 4,271                  | 8,189                  |                        |
| 太子橋今市             | 2,751                  | 2,281                  | 5,032                  | 2,620                  | 2,224                  | 4,844                  |                        |
| 千林大宮               | 5,153                  | 3,416                  | 8,569                  | 5,101                  | 3,936                  | 9,037                  |                        |
| 関目高殿               | 3,973                  | 3,501                  | 7,474                  | 3,933                  | 3,663                  | 7,596                  |                        |
| 野江内代               | 2,393                  | 2,443                  | 4,836                  | 2,356                  | 2,521                  | 4,877                  |                        |
| 都島                   | 7,569                  | 7,514                  | 15,083                 | 7,370                  | 7,595                  | 14,965                 |                        |
| 天神橋筋六丁目         | 3,779                  | 4,489                  | 8,268                  | 3,734                  | 4,012                  | 7,746                  |                        |
| 中崎町                 | 1,970                  | 2,555                  | 4,525                  | 2,290                  | 2,903                  | 5,193                  |                        |
| 東梅田                 | 37,163                 | 45,518                 | 82,681                 | 37,546                 | 48,717                 | 86,263                 |                        |
| 南森町                 | 9,792                  | 10,224                 | 20,016                 | 9,846                  | 11,098                 | 20,944                 |                        |
| 天満橋                 | 19,691                 | 29,174                 | 48,865                 | 21,031                 | 28,163                 | 49,194                 |                        |
| 谷町四丁目             | 10,259                 | 17,421                 | 27,680                 | 2,348                  | 17,377                 | 29,725                 |                        |
| 谷町六丁目             | 5,689                  | 6,773                  | 12,462                 | 5,630                  | 6,347                  | 11,977                 |                        |
| 谷町九丁目             | 13,344                 | 15,832                 | 29,176                 | 13,591                 | 16,797                 | 30,388                 |                        |
| 四天王寺前夕陽ヶ丘     | 5,350                  | 4,785                  | 10,135                 | 5,631                  | 4,991                  | 10,622                 |                        |
| 天王寺                 | 21,698                 | 21,467                 | 43,165                 | 20,669                 | 20,742                 | 41,411                 |                        |
| 阿倍野                 | 3,572                  | 3,722                  | 7,294                  | 3,308                  | 3,157                  | 6,465                  |                        |
| 文の里                 | 2,310                  | 1,990                  | 4,300                  | 2,289                  | 1,951                  | 4,240                  |                        |
| 田辺                   | 2,260                  | 2,071                  | 4,331                  | 2,051                  | 1,874                  | 3,925                  |                        |
| 駒川中野               | 4,184                  | 3,809                  | 7,993                  | 3,968                  | 3,707                  | 7,675                  |                        |
| 平野                   | 6,218                  | 4,312                  | 10,530                 | 5,852                  | 4,254                  | 10,106                 |                        |
| 喜連瓜破               | 6,038                  | 4,303                  | 10,341                 | 5,876                  | 4,519                  | 10,395                 |                        |
| 出戸                   | 4,308                  | 3,371                  | 7,679                  | 3,879                  | 3,250                  | 7,129                  |                        |
| 長原                   | 2,884                  | 2,111                  | 4,995                  | 2,820                  | 2,078                  | 4,898                  |                        |
| 八尾南                 | 3,466                  | 2,270                  | 5,736                  | 3,403                  | 2,342                  | 5,745                  |                        |

| 2007年11月13日調査結果 | 2007年11月13日調査結果 | 2007年11月13日調査結果 | 2007年11月13日調査結果 | 2007年11月13日調査結果 | 2007年11月13日調査結果 | 2007年11月13日調査結果 | 2007年11月13日調査結果 |
| 駅名                   | 乗車人員（人）         | 乗車人員（人）         | 乗車人員（人）         | 降車人員（人）         | 降車人員（人）         | 降車人員（人）         | 備考                   |
| 駅名                   | 定期利用               | 定期外利用             | 合計                   | 定期利用               | 定期外利用             | 合計                   | 備考                   |
| ---------------------- | ---------------------- | ---------------------- | ---------------------- | ---------------------- | ---------------------- | ---------------------- | ---------------------- |
| 大日                   | 6,081                  | 7,327                  | 13,408                 | 6,027                  | 6,997                  | 13,024                 |                        |
| 守口                   | 3,766                  | 4,427                  | 8,193                  | 3,763                  | 4,275                  | 8,038                  |                        |
| 太子橋今市             | 2,585                  | 2,782                  | 5,367                  | 2,602                  | 2,644                  | 5,246                  | 今里筋線を含む         |
| 千林大宮               | 4,567                  | 3,812                  | 8,379                  | 4,450                  | 3,600                  | 8,050                  |                        |
| 関目高殿               | 3,342                  | 4,106                  | 7,448                  | 3,228                  | 3,847                  | 7,075                  |                        |
| 野江内代               | 2,243                  | 2,646                  | 4,889                  | 2,140                  | 2,402                  | 4,542                  |                        |
| 都島                   | 7,095                  | 9,011                  | 16,106                 | 7,000                  | 8,364                  | 15,364                 |                        |
| 天神橋筋六丁目         | 9,967                  | 16,504                 | 26,471                 | 9,537                  | 14,708                 | 24,245                 | 堺筋線を含む           |
| 中崎町                 | 1,882                  | 3,178                  | 5,060                  | 2,130                  | 3,425                  | 5,555                  |                        |
| 東梅田                 | 32,509                 | 50,428                 | 82,937                 | 31,848                 | 49,909                 | 81,757                 |                        |
| 南森町                 | 16,831                 | 24,297                 | 41,128                 | 17,663                 | 24,123                 | 41,786                 | 堺筋線を含む           |
| 天満橋                 | 16,759                 | 28,929                 | 45,688                 | 17,478                 | 27,867                 | 45,345                 |                        |
| 谷町四丁目             | 14,537                 | 27,182                 | 41,719                 | 15,429                 | 27,836                 | 43,265                 | 中央線を含む           |
| 谷町六丁目             | 5,731                  | 9,519                  | 15,250                 | 5,978                  | 9,621                  | 15,599                 | 長堀鶴見緑地線を含む   |
| 谷町九丁目             | 15,054                 | 20,794                 | 35,848                 | 15,592                 | 21,565                 | 37,157                 | 千日前線を含む         |
| 四天王寺前夕陽丘       | 5,668                  | 5,496                  | 11,164                 | 6,020                  | 5,782                  | 11,802                 |                        |
| 天王寺                 | 66,290                 | 69,732                 | 136,022                | 64,688                 | 68,315                 | 133,003                | 御堂筋線を含む         |
| 阿倍野                 | 3,648                  | 4,243                  | 7,891                  | 3,396                  | 3,750                  | 7,146                  |                        |
| 文の里                 | 2,208                  | 2,128                  | 4,336                  | 2,168                  | 2,014                  | 4,182                  |                        |
| 田辺                   | 1,998                  | 2,211                  | 4,209                  | 1,884                  | 2,067                  | 3,951                  |                        |
| 駒川中野               | 4,171                  | 4,476                  | 8,647                  | 3,955                  | 4,229                  | 8,184                  |                        |
| 平野                   | 5,475                  | 4,721                  | 10,196                 | 5,302                  | 4,603                  | 9,905                  |                        |
| 喜連瓜破               | 5,625                  | 5,264                  | 10,889                 | 5,451                  | 5,212                  | 10,663                 |                        |
| 出戸                   | 3,782                  | 3,843                  | 7,625                  | 3,685                  | 3,816                  | 7,501                  |                        |
| 長原                   | 3,304                  | 2,625                  | 5,929                  | 3,155                  | 2,512                  | 5,667                  |                        |
| 八尾南                 | 3,261                  | 2,540                  | 5,801                  | 3,111                  | 2,533                  | 5,644                  |                        |